# Kirill Starkov
Kirill Starkov (født 31. marts 1987 i Sverdlovsk i Sovjetunionen) er en dansk ishockeyspiller der spiller for HC Red Ice i den næstbedste schweiziske liga. Han er draftet til NHL af Columbus Blue Jackets i 2005 som nr. 189 i alt.
Kirill Starkov er født i Rusland, men kom til Danmark som dreng da faren, Oleg Starkov, op igennem 1990'erne spillede en række sæsoner for Esbjerg IK i Superisligaen. Kirill fik dermed sin ishockeyopvækst i Esbjerg og debuterede for Esbjerg IK i den bedste danske række i sæsonen 2002-03. Efter blot en enkelt sæson skiftede han til Frölunda i Sverige. Her tilbragte han flere sæsoner på diverse juniorhold før han i sæsonen 2005-06 debuterede i Elitserien.
Kirill Starkov blev i 2005 draftet af NHL-holdet Columbus Blue Jackets i 6. runde som nr. 189 i alt. Efter sæsonen 2005-06 valgte Starkov at skifte til canadisk ishockey for at vænne sig til den nordamerikanske spillestil og på den måde komme nærmere en karriere i NHL. Det blev en succesrig sæson for Red Deer Rebels hvor Starkov med 71 point i 72 kampe blev nr. 2 på den interne pointliga i klubben.
I sommeren 2006 fik Starkov sit danske statsborgerskab,  omend der skulle gå næsten et år før han var klar til at tørne ud for det danske landshold. De nødvendige tilladelser fra det russiske ishockeyforbund og den internationale ishockeyunion IIHF blev indhentet tids nok til at Starkov kunne deltage på det danske landshold ved VM i Moskva i maj 2007. Her blev Starkov noteret for 1 mål og 1 assist i 6 kampe.
Den 24. maj 2007 underskrev Starkov en tre-årig kontrakt med Columbus. Han kan dermed blive den blot tredje dansker i NHL efter Frans Nielsen og Jannik Hansen. Den 24. september 2007 blev Starkov af Columbus sendt til Columbus' farmerhold i AHL, Syracuse Crunch.
Efter ikke at have deltaget i Syracuses første kampe, ønskede holdet at Starkov returnerede til WHL-holdet Red Deer Rebels. Det nægtede Starkov, idet han ikke ønskede at spille i en junior-liga. Herefter ønskede Columbus at sende Starkov til Elmira Jackals i den lavere rangerede ECHL-liga. Dette var Starkov heller ikke interesseret i, da han mente at niveauet i ECHL er for lavt. Det var Starkovs ønske at returnere til europæisk ishockey såfremt han ikke kan tilspille sig en plads i AHL, men Columbus fik trumfet sin vilje igennem og resultatet blev at Starkov spillede sæsonen 2007-08 for Elmira i ECHL, Youngstown Steelhounds i CHL og Syracuse Crunch i AHL.
Efterhånden som et lignende forløb tegnede sig for sæsonen 2008-09 enedes Starkov og Columbus om at lade Starkov skifte til HC CSKA Moskva i KHL, en klub som Kirills far Oleg havde spillet for i begyndelsen af 1980'erne.
Kirill Starkov blev udtaget til det danske ishockeylandshold som i februar 2009 uden held forsøgte at kvalificere sig til Vinter-OL 2010 i Vancouver, Canada.

## Statistik
Pr. 29. maj 2007
| 2002-03 | Esbjerg IK      | DAN       | 28 | 2  | 4  | 6  | 6  | 14 | 0 | 0 | 0 | 0 |
| 2003-04 | Västra Frölunda | SVE (J18) | 9  | 6  | 6  | 12 | 2  | 7  | 2 | 3 | 5 | 2 |
| 2003-04 | Västra Frölunda | SVE (J20) | 25 | 3  | 10 | 13 | 4  | 5  | 2 | 0 | 2 | 0 |
| 2004-05 | Västra Frölunda | SVE (J18) | 1  | 0  | 0  | 0  | 4  | 3  | 2 | 1 | 3 | 0 |
| 2004-05 | Västra Frölunda | SVE (J20) | 34 | 18 | 12 | 30 | 6  | 6  | 2 | 2 | 4 | 2 |
| 2005-06 | Västra Frölunda | SVE (J20) | 19 | 8  | 16 | 24 | 16 | 6  | 3 | 4 | 7 | 2 |
| 2005-06 | Västra Frölunda | SVE Elit  | 34 | 1  | 2  | 3  | 4  | -  | - | - | - | - |
| 2006-07 | Red Deer Rebels | WHL       | 72 | 34 | 37 | 71 | 41 | 7  | 2 | 4 | 6 | 4 |

## Eksterne links
- Statistik fra www.hockeydb.com
- Statistik Eliteprospects.com